# Satänglövsalsfågel
Satänglövsalsfågel (Ptilonorhynchus violaceus) är en fågel i familjen lövsalsfåglar inom ordningen tättingar.

## Utseende och läte
Satänglövsalsfågeln är en stor och kraftig lövsalsfågel med relativt kort näbb. Adulta hanar är helt glansigt mörkt blålila, med ljus näbb och violett öga. Adulta honor och ungfåglar är mestadels gröna och bruna, med blå eller skära ögon och fjällig undersida. Arten kan vara rätt högljudd och ljudlig, med olika skrin. väsanden och ylande ljud.

## Utbredning och systematik
Satänglövsalsfågel placeras som enda art i släktet Ptilonorhynchus. Den delas in i två underarter:
- P. v. minor – förekommer i nordöstra Queensland (Atherton Tablelands till Burdekin River)
- P. v. violaceus – förekommer i östra Australien (centrala Queensland till östra och södra Victoria)

## Levnadssätt
Satänglövsalsfågeln hittas i regnskog och fuktiga eukalyptusskogar. Den påträffas ofta i par eller smågrupper. Hanarna är kända för att bygga stora lövsalar som är dekorerade med små blå föremål.

## Status och hot
Arten har ett stort utbredningsområde, men tros minska i antal, dock inte tillräckligt kraftigt för att den ska betraktas som hotad. Internationella naturvårdsunionen IUCN listar arten som livskraftig (LC).

## Bilder

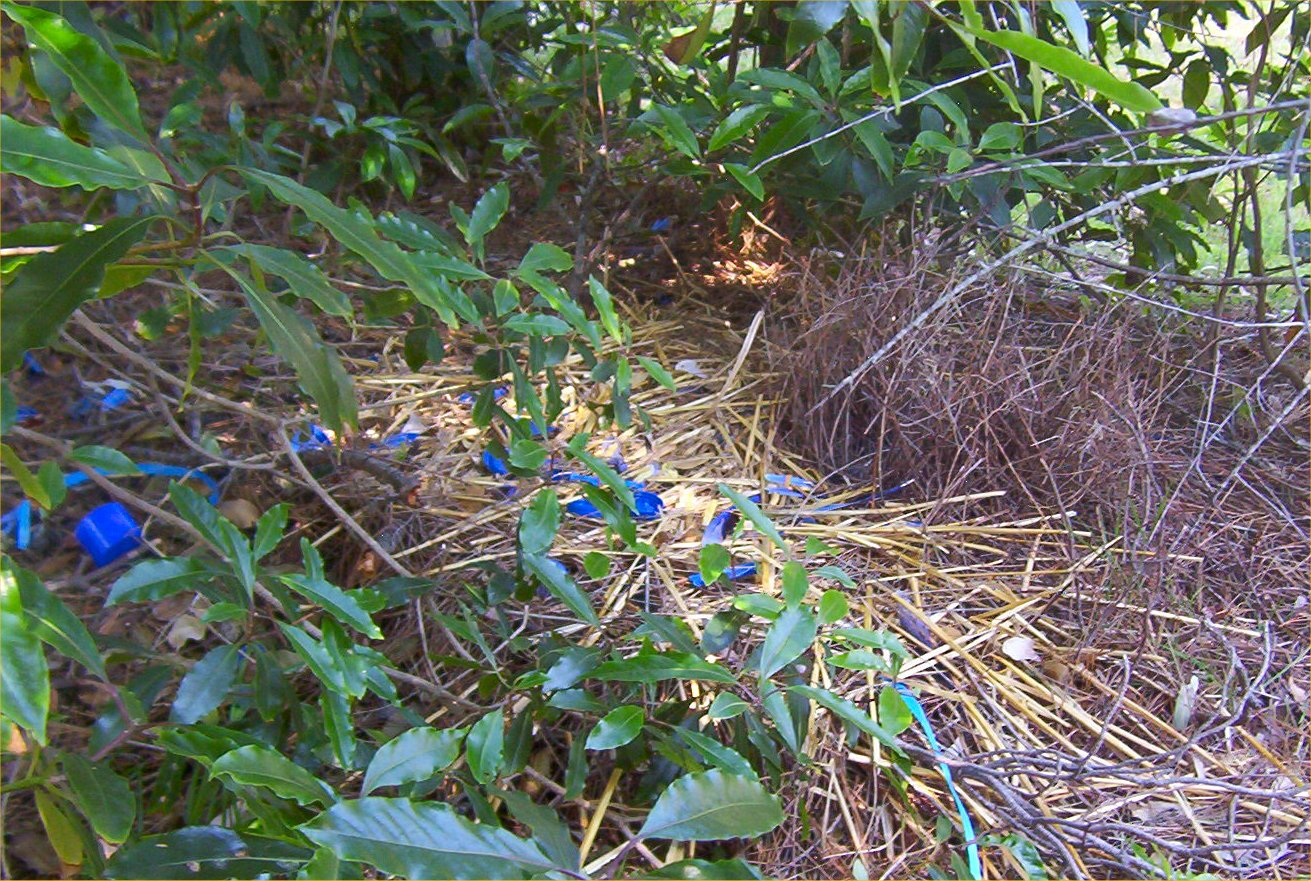
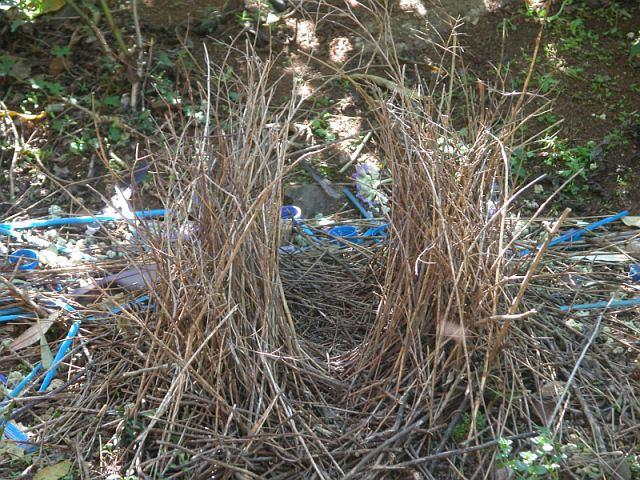
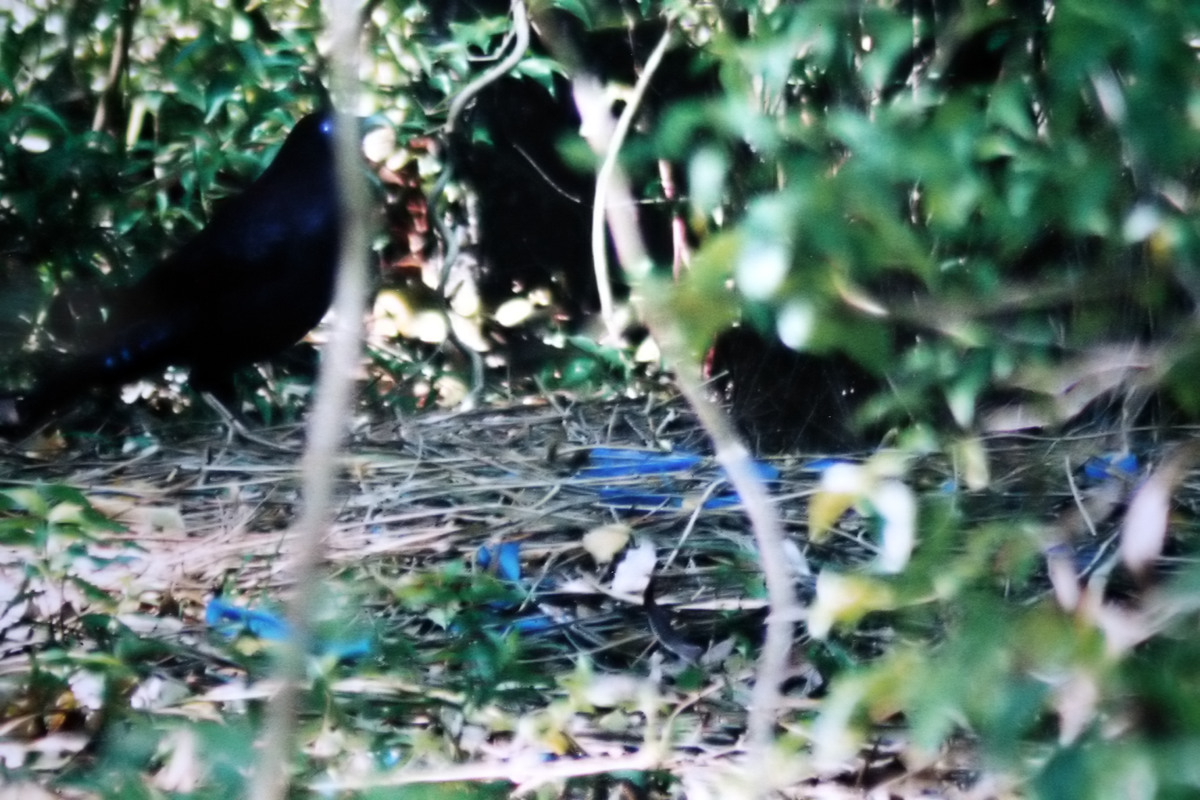
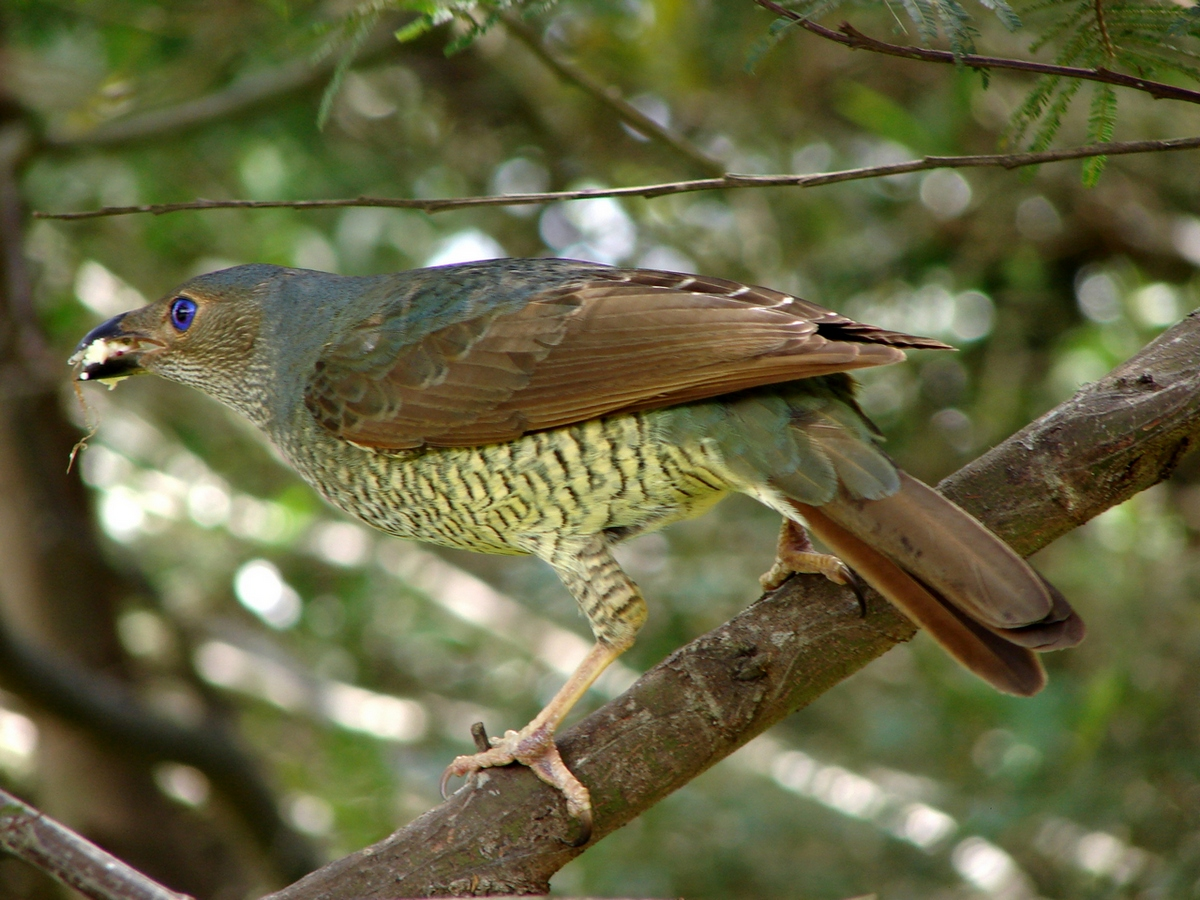
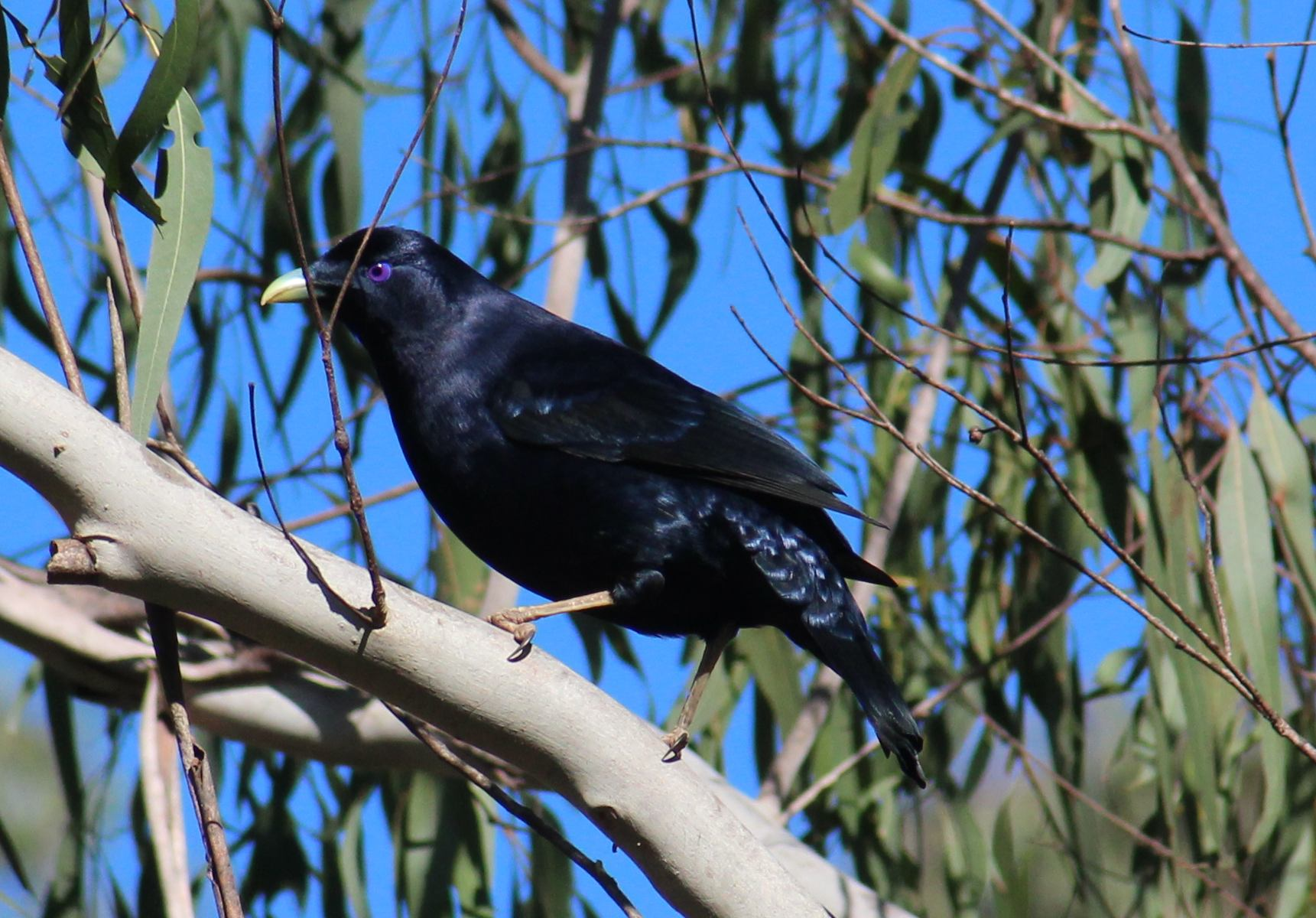